# 郭令智
郭令智（1915年4月4日—2015年8月5日），男，湖北安陆人，中国地质学家，中国板块构造和地体构造研究的重要开拓者之一。

## 生平
郭令智是湖北安陆人，1915年4月出生书香门第。1934年考取国立中央大学地质系，1937年抗战爆发随校西迁，在重庆沙坪坝完成学业，1938年毕业，留校任助教。1939年任昆明云南大学助教。1946年任中国地理研究所任助理员、助理研究员。1946到台，任台湾大学副教授、台湾海洋研究所副研究员。1949年由李承三、马廷英先生推荐，赴英国伦敦大学皇家学院做研究工作。1951年，回到南京大学地质系执教。
1982年后曾任南京大学副校长、代校长、校务委员会主席。曾任中国国家教育委员会地学学科评议组组长、地学规划组组长等职。
文革期间，被标以“台湾派来的特务”受到迫害。其子一岁多随母赴台、四岁随父母经香港返回大陆，亦被称为“台湾来的小特务”而受歧视。

## 家庭
父亲郭顯廙是宣統三年進士。妻子侯学焘是地理学家。

## 地质学研究
- 早年从事地质矿产与地貌研究。
- 1940年代，从事河流地貌、冰川地貌的研究。
- 1960年前后，提出并论证了江南古岛弧的存在，为西太平洋成矿带的划分奠定了构造背景和依据。
- 1974年，首次提出华南活动着大陆边缘不同地质时代的海沟—岛弧—弧后盆地所组成的复合体系的观点，迄今仍为中外学者广泛引用。
- 地质工作方面，曾与薛禹群等就三门峡水库的修建进行库区勘察。与肖楠森、张祖还和孙鼐等对南京长江大桥桥址进行勘察选址。为中国地质矿产部、冶金工业部、石油工业部等有关单位举办的板块构造理论学习班讲授普及有关理论。和施央申、卢华复、马瑞士等合作，为国际地质大会及国内外有关期刊撰写板块构造方面的论文。